# Colomboscia bituberculata
Colomboscia bituberculata är en kräftdjursart som beskrevs av Taiti, Allspach och Franco Ferrara 1995. Colomboscia bituberculata ingår i släktet Colomboscia och familjen Scleropactidae. Inga underarter finns listade i Catalogue of Life.